# Myrmecaelurus gialensis
Myrmecaelurus gialensis är en insektsart som först beskrevs av Navás 1932.  Myrmecaelurus gialensis ingår i släktet Myrmecaelurus och familjen myrlejonsländor. Inga underarter finns listade i Catalogue of Life.